# Admir Adžem
Admir Adžem (Sarajevo, 25 maart 1973) is een voormalig profvoetballer uit Bosnië en Herzegovina die speelde als verdediger gedurende zijn carrière. Hij beëindigde zijn loopbaan in 2008 bij de Poolse club Zagłębie Sosnowiec. Adžem speelde eerder clubvoetbal in zijn vaderland Bosnië en Kroatië.

## Interlandcarrière
Adžem kwam – inclusief officieuze duels – in totaal veertien keer (één doelpunt) uit voor de nationale ploeg van Bosnië en Herzegovina in de periode 1997–1999. Onder leiding van bondscoach Fuad Muzurović maakte hij zijn debuut op 22 februari 1997 in de vriendschappelijke wedstrijd tegen Vietnam (4-0) in Kuala Lumpur, net als Senad Repuh (FK Sarajevo), Džemo Smječanin (FK Sarajevo), Dželaludin Muharemović (FK Željezničar), Samir Bajtarević (FK Rudar) en Nermin Važda (NK Bosna).